# جيف بارو
جيف بارو (بالإنجليزية: Geoff Barrow)‏ هو دي جيه وعازف قيثارة ومنتج أسطوانات وملحن بريطاني، ولد في 9 ديسمبر 1971 في Walton in Gordano ‏ في المملكة المتحدة.

## وصلات خارجية
- الموقع الرسمي
- جيف بارو على موقع IMDb (الإنجليزية)
- جيف بارو على موقع الموسوعة البريطانية (الإنجليزية)
- جيف بارو على موقع ميوزك برينز (الإنجليزية)
- جيف بارو على موقع إن إن دي بي (الإنجليزية)
- جيف بارو على موقع أول ميوزيك (الإنجليزية)
- جيف بارو على موقع ديسكوغز (الإنجليزية)
- جيف بارو على موقع قاعدة بيانات الفيلم (الإنجليزية)